# Coppa del mondo di mountain bike 2000
La Coppa del mondo di mountain bike 2000 organizzata dall'Unione Ciclistica Internazionale (UCI) e supportata da Tissot, si disputò su tre discipline: cross country, downhill e dual slalom, con otto tappe per ogni disciplina.

## Cross country
| Data              | Luogo               | Vincitore          | Vincitrice      |
| ----------------- | ------------------- | ------------------ | --------------- |
| 26 marzo          | Napa Valley         | Bas Van Dooren     | Mary Grigson    |
| 2 aprile          | Mazatlán            | Martino Fruet      | Alison Sydor    |
| 30 aprile         | Houffalize          | Filip Meirhaeghe   | Marga Fullana   |
| 7 maggio          | Sankt Wendel        | Christophe Dupouey | Barbara Blatter |
| 14 maggio         | Sarntal - Sarentino | Miguel Martinez    | Marga Fullana   |
| 2 luglio          | Mont-Sainte-Anne    | Cadel Evans        | Barbara Blatter |
| 9 luglio          | Canmore             | Cadel Evans        | Barbara Blatter |
| 3 settembre       | Losanna             | Filip Meirhaeghe   | Marga Fullana   |
| Classifica finale | Classifica finale   | Miguel Martinez    | Barbara Blatter |

## Downhill
| Data              | Luogo             | Vincitore           | Vincitrice             |
| ----------------- | ----------------- | ------------------- | ---------------------- |
| 21 maggio         | Les Gets          | David Vazquez Lopez | Anne-Caroline Chausson |
| 28 maggio         | Cortina           | Nicolas Vouilloz    | Anne-Caroline Chausson |
| 3 giugno          | Maribor           | Nicolas Vouilloz    | Leigh Donovan          |
| 1º luglio         | Mont-Sainte-Anne  | Fabien Barel        | Missy Giove            |
| 16 luglio         | Vail              | Steve Peat          | Anne-Caroline Chausson |
| 23 luglio         | Arai              | Nicolas Vouilloz    | Anne-Caroline Chausson |
| 13 agosto         | Kaprun            | Nicolas Vouilloz    | Anne-Caroline Chausson |
| 27 agosto         | Leysin            | Cédric Gracia       | Anne-Caroline Chausson |
| Classifica finale | Classifica finale | Nicolas Vouilloz    | Anne-Caroline Chausson |

## Dual slalom
| Data              | Luogo             | Vincitore     | Vincitrice             |
| ----------------- | ----------------- | ------------- | ---------------------- |
| 21 maggio         | Les Gets          | Brian Lopes   | Sabrina Jonnier        |
| 27 maggio         | Cortina           | Brian Lopes   | Anne-Caroline Chausson |
| 2 giugno          | Maribor           | Brian Lopes   | Anne-Caroline Chausson |
| 30 giugno         | Mont-Sainte-Anne  | Cédric Gracia | Anne-Caroline Chausson |
| 15 luglio         | Vail              | Brian Lopes   | Anne-Caroline Chausson |
| 22 luglio         | Arai              | Brian Lopes   | Anne-Caroline Chausson |
| 12 agosto         | Kaprun            | Brian Lopes   | Anne-Caroline Chausson |
| 26 agosto         | Leysin            | Brian Lopes   | Anne-Caroline Chausson |
| Classifica finale | Classifica finale | Brian Lopes   | Anne-Caroline Chausson |